# Братская могила партизан (Бердск)
Братская могила партизан — братское захоронение борцов за советскую власть времён Гражданской войны, расположенное в Бердске (Новосибирская область).

## История
В братской могиле покоятся партизаны отряда Никифора Зверева, организованного весной 1919 года. Партизанское формирование состояло из жителей Бердска и соседних с ним поселений. Из-за малочисленности отряда и недостатка в вооружении партизаны не участвовали в открытых сражениях против колчаковцев, но совершали налёты на обозы и штабы, добывали для себя снаряжение и оружие.
В сентябре 1919 года отряд запланировал вооружённое восстание. Однако летом несколько членов подпольного движения были арестованы и казнены, 25 августа 1919 года были захвачены партизанские руководители, которых расстреляли 10 сентября.
Погибшие партизаны были похоронены в Бердске. В начале 1920-х годов на братской могиле возвели памятник. Занявший в декабре 1919 года пост председателя Бердского Совета Н. А. Зверев умер в 1930 году и был похоронен вместе с боевыми соратниками.
В 1950-х годах захоронение было перенесено на территорию нового Бердска, перемещённого со старого места из-за постройки Новосибирской ГЭС и образования Обского водохранилища.
В ноябре 1957 года на могиле установили памятник, существующий в настоящее время.

## Описание
Братская могила расположена в восточной части городского парка. Памятник стоит на холме высотой 2,16 м и обращён к улице Свердлова. В центре обрамлённой по периметру клумбами площадки установлен обелиск, фланкированный двумя лестничными маршами с двенадцатью лестничными ступенями, нисходящими к улице Свердлова. С тыльной стороны обелиска расположен ещё один лестничный марш, ведущий к парку.
Площадка и лестничные марши огорожены по периметру перилами высотой 80 см, представляющими собой металлические и круглые в сечении стержни, соединённые цепью.
Обелиск в виде пирамиды базируется на двухступенчатом постаменте (высота нижней ступени составляет 80 см, верхней — 114 см). Обелиск с постаментом в плане представляют собой квадраты.
На лицевой части обелиска установлена мемориальная доска из металла (1,0 × 0.75 м) со следующим текстом:

Партизанам Гражданской войны, погибшим в борьбе за Советскую власть. Здесь похоронены товарищи: В. И. Деньгин, Н. А. Зверев, А. И. Лесюк, М. П. Головцов, Я. Д. Незнамов, П. В. Егонин, П. И. Павлюк, М. И. Павлюк, М. П. Ануфриев, М. И. Волков, А. Д. Баранов, Б. Колотов, В. Региза, А. Бардаков, М. Пасынков, Строганов, Веселков, Селюнин, Бахарев и другие. 1919—1957.
Над мемориальной таблицей размещены чугунные элементы декора: увитые лентой листья, над ними — пятиконечная звезда. Другие грани обелиска украшены элементами, аналогичными декору его лицевой стороны, и покрыты бронзовой краской.
Памятник возведён из железобетона и кирпича. Обелиск покрыт мраморной крошкой, в облицовке постамента использована бетонная плитка.
Со стороны улицы Свердлова площадка с обелиском поддерживается расположенной между двумя лестницами стеной с размещённой на ней (по оси обелиска) полукруглой закрытой нишей, которую обрамляет декоративная кладка с замковым камнем.
Перед стеной находится прямоугольная клумба с ограничивающим её бордюром из светлого мрамора высотой 40 см.
Размеры памятника в плане: высота — 9 м, площадка — 10 × 10, постамент — 4,3 × 4,3, обелиск — 1,2 × 1,2.